# Замкнений вираз
У математичній логіці замкнений терм формальної системи є термом, який не містить жодної вільної змінної.
Аналогічним чином, замкнена формула - це формула, яка не містить жодної вільної змінної. У логіці першого порядку формула {\displaystyle \forall x(x=x)} є замкненою фомулою.
Замкнений вираз - це замкнений терм, чи замкнена формула.

## Приклади
Розглянемо такі вирази з логіки першого порядку над сигнатурою, що містить постійний символ 0 для числа 0, унарну функцію s та бінарну функцію + для суми.
- s(0), s(s(0)), s(s(s(0))) ...   замкнені терми;
- 0+1, 0+1+1, ...   замкнені терми.
- x+s(1) і s(x)  є термами, але не замкненими;
- s(0)=1 і 0+0=0  замкнені формули;
- s(1) і ∀x: (s(x)+1=s(s(x)))  замкнені вирази.

## Формальне визначення
Нижче наводиться формальне визначення для мов першого порядку. Нехай є мова першого порядку з множиною {\displaystyle C} константних символів, з множиною {\displaystyle V} змінних, з множиною {\displaystyle F} функціональних операторів та множиною {\displaystyle P} предікатних символів.

### Замкнений терм
Замкнені терми це терми, які не містять змінних.Вони можуть бути визначені за допомогою рекурсії.
1. елемент з C є замкненим термом;
2. Якщо f∈F є n-арною функцією і α1, α2, ..., αn є замкненими термами, тоді f(α1, α2, ..., αn) є замкненим термом.
3. Кожен замкнений терм може бути представлений за допомогою застосування зазначених вище двох правил (немає ніяких інших замкнених термів; предікати не можуть бути замкненими термами).

Грубо кажучи, універсум Ербрана це сукупність всіх замкнених термів.

### Замкнений атом
Замкнений предікат, або замкнений атом,- це атом, всі терми якого, є замкненими.
Якщо p∈P є n-арним предікатом і α1, α2, ..., αn є замкненими термами, тоді p(α1, α2, ..., αn) є замкненим предікатом, або замкненим термом. 
Грубо кажучи, база Ербрана - це множина усіх замкнених атомів, доки інтерпретація Ербрана приймає істинне значення для кожного замкненого атому у базі.

### Замкнена формула
Замкнена формула це формула без вільних змінних.
Формули з вільними змінними можуть бути визначені за допомогою рекурсії наступним чином:
1. Вільні змінні незамкненого атому - це всі змінні, що входять в нього.
2. Вільні змінні ¬p такі самі як для p. Вільні p∨q, p∧q, p→q це вільні змінні p, чи вільні змінні q.
3. Вільні змінні {\displaystyle \forall x} p і {\displaystyle \exists x} p - це всі вільнні змінні p окрім x.